# Freddy Breck
Freddy Breck, eigentlich Gerhard Breker, (* 21. Januar 1942 in Sonneberg, Thüringen; † 17. Dezember 2008 in Rottach-Egern, Oberbayern) war ein deutscher Schlagersänger, Komponist, Produzent und Moderator.

## Leben
Freddy Breck wuchs in Hagen auf. Er wurde von Heinz Gietz als Sänger entdeckt. Dieser produzierte mit ihm alias Freddy Breck Schlager, die auf bekannten klassischen Melodien basieren. Freddy Brecks erster Erfolg war Überall auf der Welt nach dem berühmten „Gefangenenchor“ aus der Oper Nabucco von Giuseppe Verdi. Der Titel brachte Freddy Breck die erste Goldene Schallplatte ein und verkaufte sich über 650.000 mal. Es folgten zahlreiche weitere Erfolge, mit denen er in mehreren Fernsehsendungen auftrat, darunter die Hits Halli-Hallo („Ich hab' heute Nacht an was Schönes gedacht“) aus der Ouvertüre von Rossinis Die diebische Elster, Bianca (das musikalische Thema von stammt aus dem Capriccio italien op. 45 von Peter Tschaikowsky) und Rote Rosen (beide 1973). In Deutschland erhielt Rote Rosen für 500.000 verkaufte Exemplare ebenfalls eine Goldene Schallplatte. Die Melodie dieses Hits ist eine Bearbeitung einer Tonfolge aus der Ouvertüre  des Musikspiels „Dichter und Bauer“ von Franz von Suppè.
Brecks Platten erschienen u. a. in Japan, Brasilien, Südafrika, Australien, Neuseeland, USA, Kanada, Skandinavien, Portugal, Spanien, Italien, Frankreich, Benelux, Großbritannien. Mit We believe in tomorrow, der englischen Fassung von Überall auf der Welt war er 1973 25 Wochen in südafrikanischen Hitparaden vertreten.
Im Jahr 1974 veröffentlichte Freddy Breck in Großbritannien die Single So In Love With You, die auf Platz 44 der Charts landete und dort sein einziger Erfolg blieb. Große Verkaufserfolge konnte Breck hingegen in den Niederlanden, Belgien und Dänemark verzeichnen. In Deutschland hatte er 1977 seinen letzten Hit in den Charts: Die Sterne steh’n gut; danach folgten nur noch vereinzelte Erfolge in den Airplay-Hitlisten. In den 1980er Jahren widmete sich Breker mehr dem Komponieren. Er schrieb unter anderem für das Original Naabtal Duo, die Kastelruther Spatzen sowie Nina & Mike. Daneben war er als Moderator bei verschiedenen Rundfunkanstalten tätig.
In den 1990er Jahren war Freddy Breck auch wieder verstärkt als Sänger aktiv. 1998 gründete er mit seiner Frau Astrid, mit der er seit 1989 verheiratet war, Sun Day Records als eigenes Label und ab 1999 sang das Ehepaar als Duo „Astrid & Freddy Breck“.
Freddy Breck starb im Dezember 2008 im Alter von 66 Jahren an Lungenkrebs in seinem Haus am Tegernsee und wurde auf dem Neuen Gemeindefriedhof in Rottach-Egern beigesetzt.

## Ehrungen
Freddy Breck erhielt zu Lebzeiten 35 Goldene Schallplatten, fünf Platin-Schallplatten, den Goldenen Löwen, die Goldene Kamera, Goldene Drehorgeln, die Hermann-Löns-Medaille, 2× den „Stier der Hohensalzburg“ („World Award of Human Heart“) in Gold und den Eurostar in Gold.

## Diskografie

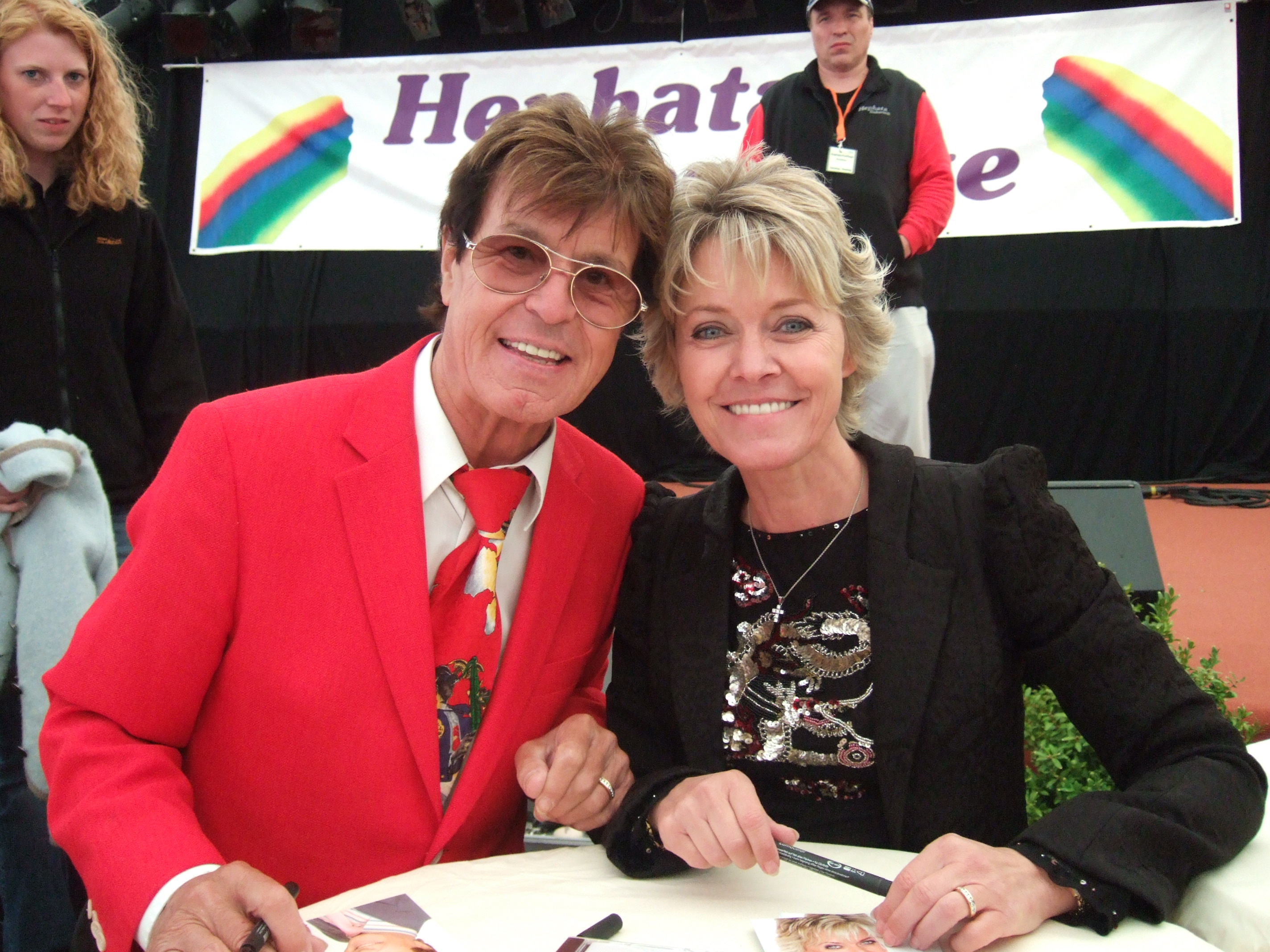
Astrid und Freddy Breck bei einer Autogrammstunde

### Alben und Kompilationen
- 197?: Amnesty (BASF Records)
- 197?: Grandes Exitos (BASF PT)
- 197?: Natal com Freddy Breck (BASF BR)
- 197?: Salongo (BASF AO)
- 1972: Überall auf der Welt (BASF Cornet, Satbel Rec. SA, Polyband International)
- 1973: Rote Rosen für dich (BASF Cornet, Polydor, Satbel Rec. SA)
- 1973: Jo Destre spielt Freddy Breck (CBS NL)
- 1974: Die Welt ist voll Musik (BASF Cornet, Polydor)
- 1974: Years of Love (Buk Records-BASF-Philips-Phonogram-Polydor International)
- 1974: Klassik im neuen Gewand (BASF Cornet)
- 1974: Frohe Weihnacht wünschen Freddy Breck, Cindy & Bert, Peter Rubin, Westf. Nachtigallen (BASF Cornet, Polydor)
- 1974: Love and Roses (Satbel Records & Tape Co. Pty. Ltd. SA)
- 1974: Freddy Breck sings Christmas songs (Satbel Records Co. Ltd. SA)
- 1974: His first British Album (Satbel Records Co. Ltd. SA)
- 1974: Melodien zur Weihnachtszeit (BASF Cornet)
- 1975: Mit einem bunten Blumenstrauß (BASF Cornet, Polydor)
- 1975: His greatest Hits (Satbel Records Co. Ltd. SA)
- 1975: Freddy Breck singt die schönsten Weihnachtslieder (BASF Cornet, Polydor)
- 1975: The World is full of Music (Satbel Records Co. Ltd. SA)
- 1975: Starstunden (Polydor)
- 1975: Seine großen Erfolge (BASF Cornet, Polydor)
- 1976: Das ist die wahre Liebe (BASF Cornet, Polydor)
- 1976: Der weiße Flieder (BASF Cornet, Polydor)
- 1976: Freddy Breck Special (BASF Cornet NL)
- 1976: Schöne Ferien mit Freddy Breck, Cindy & Bert, Peter Rubin (BASF Cornet)
- 1976: Schlager – Rendezvous (BASF Cornet NL)
- 1977: Die Sterne steh’n gut (EMI Electrola)
- 1977: Stargala (Polydor)
- 1977: Freddy Breck (Polydor)
- 1977: Mach was schönes aus diesem Tag (Hörzu/EMI Electrola)
- 1977: Überall auf der Welt (Polydor)
- 1978: The Greatest Hits (BASF)
- 1978: Sommerliebe (EMI Electrola)
- 1978: Schöne Rose dieses Sommers (Peters International USA)
- 1978: Weiße, verzauberte Weihnachtswelt (Hörzu/EMI Electrola)
- 1979: Os astros estao favorecendo (Discos Rge / Fermata Ltda. BR)
- 1979: Torne este dia mais bonito (Discos Rge / Fermata Ltda. BR)
- 1980: Komm ich zeig dir die Sterne (EMI Electrola)
- 1981: Mona Lisa (Papagayo, Hep Records NL)
- 1981: Starportrait (Polydor)
- 1981: German Golden Oldies – Melodies for falling in Love (Peters International USA)
- 1981: Zijn 20 Grootste Hits (Polydor NL)
- 1981: Zijn Grote Successen (Polydor NL)
- 1981: Rosen im Schnee (Prestige For Pleasure BE)
- 1981: Melodien zum Verlieben (RCA)
- 1982: Meine Lieder-Meine Träume (RCA)
- 1982: Der Vetter aus Dingsda (Operette v. Eduard Künneke – Musikalische Gesamtaufnahme) (RCA Red Seal)
- 1983: Volksmusik macht gute Laune (RCA)
- 1985: Freddy Breck singt Deutschlands schönste Volkslieder (mit den Sonntagskinder, Rösrath) (Ariola)
- 1985: Die 16 schönsten deutschen Volkslieder (Marcato)
- 1985: Gouden Schlagermelodieen (Munich Records NL)
- 1985: Rote Rosen (S*R International)
- 1985: Melodien zum Verlieben (Sonocord)
- 1986: Freddy Breck, Dennie Christian, Mieke (K-Tel NL)
- 1987: Neue Weihnachts- und Winterlieder (mit dem Ehrenfelder Kinderchor, Köln und Kareena Schönberger) (Teldec)
- 1987: Vrolijk Kerstfeest (K-Tel NL)
- 1988: Kein Schöner Land (Delta)
- 1988: ...singt seine großen Erfolge (Koch)
- 1988: Freddy Breck (Akm NL)
- 198?: Die Sterne steh’n gut (Imperial)
- 1988: Rote Rosen für dich (Sonia)
- 1988: Der Vetter aus Dingsda (Acanta)
- 1988: Freddy Breck singt Volkslieder die jeder kennt (Teldec)
- 198?: Herzlich Willkommen (Karussell)
- 199?: Ausgewählte Goldstücke (Karussell)
- 199?: Herzlich Willkommen (Imtrat)
- 199?: Meine deutsche Heimat (Cosmus Tonträger)
- 199?: Die großen Erfolge (Spectrum)
- 1990: Ein Blumenstrauß aus Musik (Bellaphon)
- 199?: Rote Rosen (WZ Tonträger)
- 1990: Das große Deutsche Schlager-Archiv (Sonocord)
- 199?: Die Weihnacht mit Dir (Sun Day)
- 199?: Goldene Schlagerparade 1–3 (Sun Day/Tmk)
- 199?: Freddy Breck (Tyrolis)
- 1991: Weiße Rosen (Bellaphon)
- 1991: Kerstfeest met Freddy Breck (Arcade)
- 1991: Goldene Schlager – Erinnerungen (Pilz)
- 1991: Für dich (DA, Akm, Sonia)
- 1991: Mein Wunschkonzert (Pilz)
- 1992: Die schönsten Weihnachtslieder (Elap Music GB)
- 1992: Kerstfeest Met..  (Diamond Star Collection) Netherlands
- 1992: 50. Geburtstag (Privatpressung, unveröffentlicht; Pallas Group)
- 1992: Die schönsten deutschen Volkslieder Vol. 1–3 (Elap Music GB)
- 1992: Mein leises du (DA, Koch International, Sonia)
- 1992: Im schönsten Wiesengrunde (Sony Music)
- 199?: Grosse Erfolge (Fun Records, Neon, CNR)
- 1993: Eine Handvoll Träume (DA)
- 199?: Eine Handvoll Träume (Laser Music PL)
- 1993: Freddy Breck (Vincent Music NL)
- 1994: Ich liebe dich (Vincent Music NL)
- 1994: Seine größten Erfolge (Bellgro)
- 1995: Melodien zur Weihnachtszeit (Carlton Music)
- 1995: So wie ich bin (DA)
- 1995: Weihnachtslieder erklingen wieder (BMG)
- 1996: Ein Strauß roter Rosen (Bellaphon)
- 1996: Meine deutsche Heimat (BMG)
- 1996: Lieder der Volksmusik (Disky NL)
- 1997: Ich liebe dich (DA)
- 1997: Schlager Titanen (Air Play Media)
- 1997: Rote Rosen (Fox Records)
- 1997: Die großen Erfolge (BMG)
- 1997: Ich weiß, was dir fehlt (Delta)
- 1997: Drie witte Rozen (Dart Records NL)
- 1999: Ein Leben lang (mit Astrid) (Town Music, Sun Day)
- 1999: Goldene Schlager Gala (Town Music, Sun Day)
- 1999: Best of Freddy Breck (Cnr Music NL)
- 199?: Schlager Rendezvous (Eurotrend)
- 199?: Weihnachten mit Freddy Breck (Eurotrend)
- 2000: Schlagerparty mit Freddy Breck (DA, Sonia)
- 2000: Liebe ist das Feuer einer Nacht (mit Astrid) (DA)
- 2000: Schneeflockentanz (Weihnachten mit Astrid & Freddy) (DA)
- 2001: Rote Rosen – 20 storste hits (CMC A/S DK)
- 2002: Überall auf der Welt (CMC A/S DK)
- 2002: Der goldene Schlager Club (Joan Records)
- 2002: Wir zwei (mit Astrid) (DA)
- 2002: Schlager Hits (mit Astrid) (CMC A/S DK)
- 2004: Schlager Party mit Astrid & Freddy (TTC/CMC A/S DK)
- 2004: Bianca – Meine Hits (Sony Music)
- 2004: Mit einem bunten Blumenstrauß (UMG/Koch International)
- 2005: Platinum Collection (Flex Media)
- 2005: Astrid Breck (TTC/Harlekin A/S DK)
- 2005: 40 Jahre Jubilee 100 Melodier (TTC/MBO A/S DK)
- 200?: Schlagerträume mit Astrid & Freddy (Sun Day)
- 200?: Schlagerdiamanten (Sun Day)
- 2006: 40 Jahre – 40 Songs (DA)
- 2006: Bunte Träume (Astrid Breck) (DA)
- 2006: Rosen der Liebe (Luxury Multimedia)
- 2008: Star Edition (UMG/Koch International)
- 2008: Kult Welle – 15 Lieder (Weton NL)
- 2008: Mehr als ein Gefühl (Astrid Breck) (DA)
- 2009: Die Welt ist voll Musik – Silber-Edition (UMG/Koch International)
- 2010: Best of 2010 (Gloriella/Sony Music)
- 2010: Springbok Radio Top 40 Volume 4 (EMI SA) (Springbok Radio / Radio Orion) (South Africa’s Rock Legends)
- 2010: Specialtilbud – 2 originale CD’er (Nordisk Trading Company A/S DK)
- 2010: Videoalbum: Forever Freddy Breck – Das Musikalische Vermächtnis einer Legende (MCP Sound & Media)
- 2011: Liebe macht’s möglich (Astrid Breck) (VM Records/MCP Sound & Media AT)
- 2011: Hörbuch: IMMER WEITER – Mein Weg zu mir (MCP Sound & Media AT)
- 2011: Rosen der Erinnerung – 50 Lieder zum Andenken (4 CD Set + Booklet) (Documents/Music Alliance Membran)
- 2011: Die schönsten Volkslieder (Weltbild)
- 2012: Fröhliche Weihnachten Vol.4 (Neo Membran/Fonoteam)
- 2018: Das Beste „Ich find Schlager toll“ (Electrola)
- 2021:  Nur für dich (3-CD-Box) (Reader’s Digest Deutschland: Verlag Das Beste)
- 2023:  In Erinnerung an Freddy Breck -Das Beste (MCP Sound & Media/RUBIN GOLD)

## Nachweise
1. ↑  Günter Ehnert: Hit Bilanz – Deutsche Chart LP’s 1962–1986. Hrsg.: Taurus Press. 1. Auflage. Verlag populärer Musik-Literatur, Hamburg 1994, ISBN 3-922542-29-8, S. 288.
2. ↑  Chartquellen: DE AT CH
3. ↑  Freddy Breck Story. freddybreck.de, abgerufen am 15. September 2019.
4. ↑  Günter Ehnert: Hit Bilanz – Deutsche Chart Singles 1956–1980. 1. Auflage. Verlag populärer Musik-Literatur, Norderstedt 2000, ISBN 3-922542-24-7, S. 443.
5. ↑  Klaus Nerger: Das Grab von Freddy Breck. In: knerger.de. Abgerufen am 26. Dezember 2021.

| Personendaten    | Personendaten                                                |
| ---------------- | ------------------------------------------------------------ |
| NAME             | Breck, Freddy                                                |
| ALTERNATIVNAMEN  | Breker, Gerhard (wirklicher Name)                            |
| KURZBESCHREIBUNG | deutscher Schlagersänger, Komponist, Produzent und Moderator |
| GEBURTSDATUM     | 21. Januar 1942                                              |
| GEBURTSORT       | Sonneberg                                                    |
| STERBEDATUM      | 17. Dezember 2008                                            |
| STERBEORT        | Rottach-Egern                                                |